# Nickelwolframat
Nickelwolframat ist eine anorganische chemische Verbindung des Nickels aus der Gruppe der Wolframate.

## Gewinnung und Darstellung
Nickelwolframat kann durch Reaktion von Nickel(II)-oxid mit Wolfram(VI)-oxid gewonnen werden.
Es kann auch durch Reaktion von Ammoniummetawolframat und Nickelnitrat oder durch Reaktion von Natriumwolframat, Nickel(II)-chlorid und Natriumchlorid gewonnen werden.
Amorphes Nickelwolframat kann durch Reaktion von Nickelnitrat mit einer Natriumwolframatlösung bei Raumtemperatur gewonnen werden.
{\displaystyle \mathrm {Ni(NO_{3})_{2}+Na_{2}WO_{4}\ \longrightarrow {}\ NiWO_{4}\downarrow +2\ NaNO_{3}} }

## Eigenschaften
Nickelwolframat ist ein hellbrauner geruchloser Feststoff, der praktisch unlöslich in Wasser ist. Dabei ist die amorphe Form grün und polykristalline Form braun. Er besitzt eine monokline Kristallstruktur vom Wolframittyp mit der Raumgruppe P2/c (Raumgruppen-Nr. 13). Die Verbindung ist elektrochrom und antiferromagnetisch.

## Verwendung
Nickelwolframat wird als Photokatalysator, in Feuchtigkeitssensoren und dielektrischen Resonatoren eingesetzt. Es wird auch als ein aussichtsreiches Kathodenmaterial für asymmetrische Superkondensatoren betrachtet.